# Poul Jensen
Poul B. Jensen es un astrónomo danés que descubrió 98 planetas menores mientras trabajaba en el Observatorio Brorfelde. Entre 1967 y 1969, ayudó en observaciones posicionales, con el observatorio móvil número 7. También es codescubridor (con Carolyn S. Shoemaker) del cometa Jensen-Shoemaker (1987g1).
El 22 de julio de 1994, el asteroide del cinturón principal (5900) Jensen fue nombrado por sus colegas Karl Augustesen y Hans Jørn Fogh Olsen en honor suyo y de su esposa.